# 주한 미국 대사관 부대사
주한 미국 대사관 부대사 또는 주한 미국 대사관 공관차석(Deputy Chief of Mission, U.S. Embassy, Seoul)은 대한민국 주재 미국 대사관인 주한 미국 대사관 겸 영사관의 제2인자로 주한 미국 대사를 보좌하며 주한 미국 대사 부재시 그의 직무를 대행한다.

## 역대 부대사(대사관 차석)
부대사는 대사관 참사관 또는 대사관 공관차석 등으로도 부른다.

### 주한미국영사관 부영사
- 펜디그레스 1948년 8월 19일 ~

### 주한미국대사관 부대사 (공관차석)
- 에버렛 드럼라이트 (Everett F. Drumright) 1948년  ~ 1951년, 참사관[1]
- 나일스 본드 ~ 1952년 7월 7일
- 나일즈 본드 1953년 2월 12일 ~ 1955년
- 더 엘리어트 웨일 1955년 ~ 1958년 6월
- 샘 P. 길스트래프 1958년 9월 6일 ~ 1960년
- 마셜 그린 (Marshall Green) 1960년 1월  ~ 1961년 11월,[2] 참사관 겸 부대사
- 윌리엄. L 마지스트레티 1961년 11월 1일 ~ 1963년 9월 30일[3]
- 에드워드 W. 도허티 1963년 9월 16일[4] ~ 1963년 11월
- 조지 뉴만 1966년 5월 7일 ~
- 웨이드 L. 레이드햄 1968년 9월 11일[5] ~ 1970년 12월 17일[6]
- 프랑크 T. 언더힐 2세 (Frank T. Underhill II) 1971년 1월 21일 ~ 1974년 1월 7일
- 리처드 A. 에릭슨 (Richard A. Erickson) 1973년 12월 30일 ~ 1976년 6월 7일
- 토마스 스톤 (Thomas Stern) 1976년 6월 7일 ~ 1979년 7월 12일
- 존 C. 몬조 (John Cameron Monjo) 1979년 7월 13일 ~ 1982년
- 폴 M. 클리블랜드 (Paul Matthews Cleveland) 1982년 1월 20일[7] ~ 1986년
- 데이비드 F. 램버트슨 (David Floyd Lambertson) 1986년 3월 1일[8] ~
- 토머스 S. 브룩스 (Thomas S. Brooks) 1986년 ~ 1989년[9]
- 레이몬드 버그하트 (Raymond F. Burghardt) 1989년 ~ 1993년 9월
- 찰스 카트만 (Charles Kartman) 1993년 7월 14일 ~ 1996년 8월
- 서리, 마크 민튼 (Mark C. Minton) 1994년 9월[10]
- 리처드 A. 크리스텐슨 (Richard A. Christenson), 1996년 8월 23일 ~ 2000년 7월 23일[11]
- 에번스 리비어 (Evans J.R. Revere), 2000년 8월 8일[12] ~ 2003년
- 마크 민튼 (Mark C. Minton) 2003년 7월 14일 ~ 2006년 6월 24일
- 윌리엄 스탠튼(William A. Stanton) 2006년 6월 25일 ~ 2009년 8월 28일
- 마크 토콜라(Mark Tokola) 2009년 ~ 2012년 7월 27일
- 레슬리 A. 바셋(Leslie A. Bassett) 2012년 7월 27일[13] ~ 2015년 1월 1일
- 마크 내퍼(Marc Knapper) 2015년 3월 9일 ~ 2018년 7월 17일
- 대행, 앤절라 커윈(Angela Kerwin) 2018년 7월 17일 ~ 2018년 7월 26일
- 로버트 랩슨 (Robert Rapson) 2018년 7월 27일 ~ 2021년 7월 15일
- 크리스토퍼 델 코소 (Christopher Del Corso) 2021년 7월 16일 ~

## 같이 보기
- 주한 미국 대사관
- 한미 관계
- 주한 미국 대사